# Bienville Parish
Bienville Parish is een parish in de Amerikaanse staat Louisiana.
De parish heeft een landoppervlakte van 2.100 km² en telt 15.752 inwoners (volkstelling 2000). De hoofdplaats is Arcadia. In deze parish is het bekende criminelenkoppel Bonnie en Clyde doodgeschoten door de politie.

## Bevolkingsontwikkeling

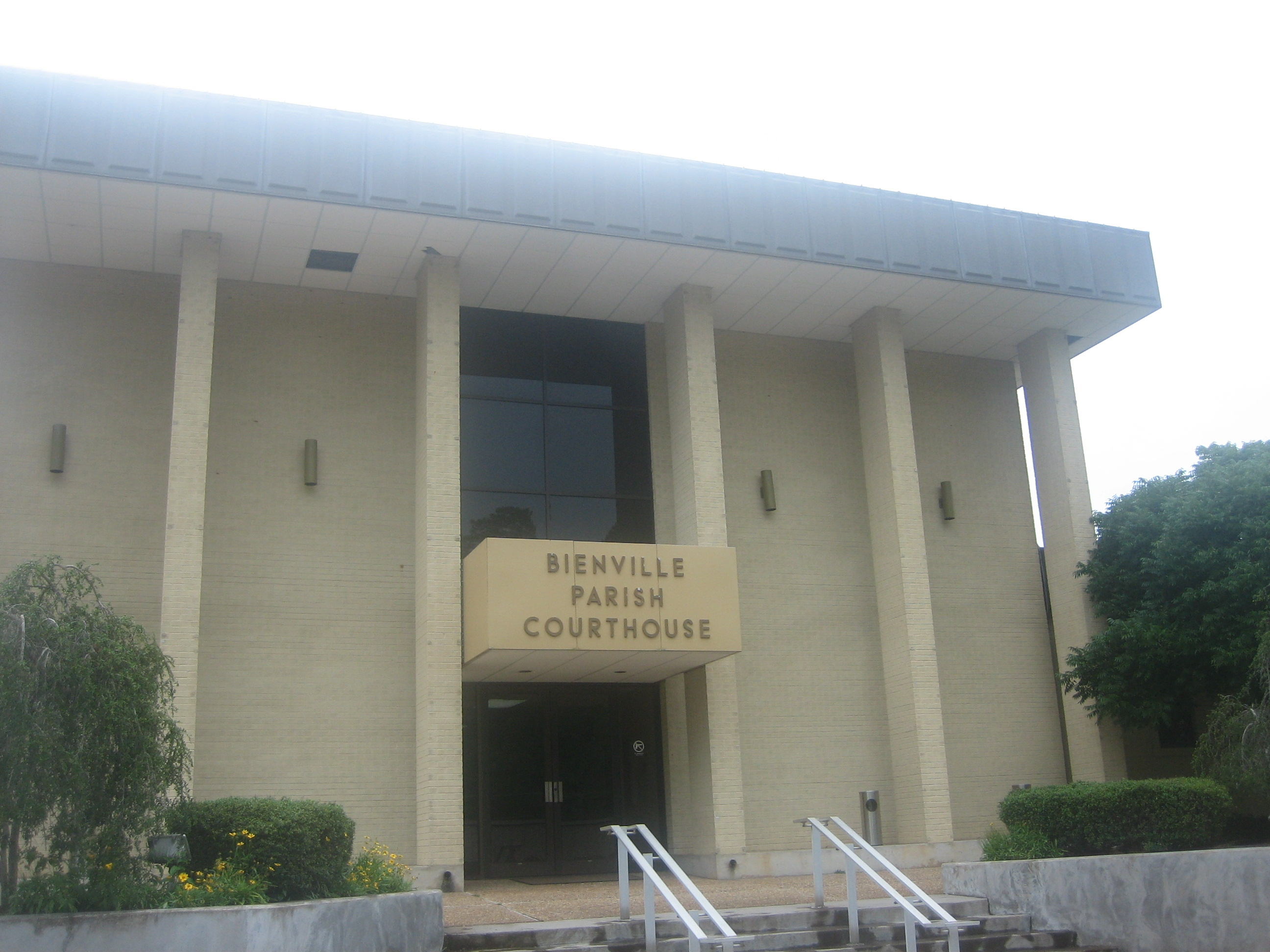
Bienville Parish Courthouse